# Zhang Junxiang
En una onomàstica xinesa Zhang es el cognom i Junxiang el prenom.
Zhang Junxiang (xinès simplificat: 张骏祥) (Zhengjiang, 1910 - Shanghai, 1996) és un dramaturg, guionista i director i teòric del cinema xinès.

## Biografia
Zhang Junxiang va néixer el 27 de desembre de 1910 a Zhengjiang província de Jiangsu (Xina). El 1927, va ser admès al Departament de Literatura Occidental de la Universitat de Tsinghua. Mentre estava a l'escola, va llegir molts clàssics occidentals i es va dedicar a l'estudi del teatre occidental. Després de graduar-se, es va quedar a l'escola com a professor adjunt. Amb una beca estatal va poder entrar a la Graduate School of Drama de la Universitat Yale a New Haven, Connecticut (Estats Units), especialitzant-se en direcció, i després va estudiar tècnica cinematogràfica a Hollywood.
Va morir a Shanghai el 14 de novembre de 1996.

#### Activitat teatral
El 1939 va presentar una sol·licitud per ensenyar direcció i art escènic al Sichuan Jiang'an National Drama College, i va dirigir obres d'autors com Cao Yu i Li Jianwu. Va continuar la seva trajectòria teatral a Chongqing on va dirigir i escriure diverses obres. La seva primera obra de teatre publicada el 1940, Xiaocheng gushi (Small Town Story), és una comèdia sobre els conflictes psicològics d'una dona enamorada. El 1943 va publicar Wanshi shibiao (Professor model de milers de generacions) considerada la seva millor obra de teatre, on descriu la sort d'un grup d'intel·lectuals xinesos entre 1919 i 1937. També va dirigir algunes peces teatrals occidentals com "Romeu i Julieta" de Shakespeare.

#### Carrera cinematogràfica
Va tornar a la Xina a finals de la segona guerra sino-japonesa (1937-1945), i a Chongqing i va iniciar la seva carrera cinematogràfica com a director, primer amb una comèdia, 还乡日记 (Diary of a Homecoming) i després amb 乘龙快婿 (The Great Son-In-Law). Com altres directors de l'època el 1948 va marxar a Hong Kong i va treballar a la productora Yonghua Film Company. Després de la proclamació de la República Popular va tornar i va ser nomenat director de la productora governamental Central Motion Picture. La seva pel·lícula del 1951 翠岗红旗 (Red Banner on the Emerald Ridge) on el protagonista es un soldat heroi de l'exèrcit comunista va ser elogiada pel govern i el ministre Zhou Enlai.
Com a teòric del cinema va escriure llibres sobre cinema com Guanyu dianying de teshu biaoxian shouduan (1958; "Specifics of Cinema Expression") i Yingshi suoyi (1985; "Bits and Pieces About Film") També un diccionari de cinema "Diccionari de cinema xinès" editat per ell, que explica la visió general i la història de les pel·lícules xineses. L'any 1997 es va publicar pòstumament una col·lecció en dos volums d'obres i articles de Zhang i el 2010 es va publicar la seva autobiografia "La biografia de Zhang Junxiang", que narrava l'experiència vital de Zhang Junxiang, especialment en el teatre i el cinema.
El 1959 va ser jurat del 1r Festival Internacional de Cinema de Moscou.

## Filmografia destacada
| Any  | Títol xinès | Títol anglès                    | Notes                        |
| ---- | ----------- | ------------------------------- | ---------------------------- |
| 1947 | 还乡日记    | Diary of a Homecoming           | Guionista i director         |
| 1947 | 乘龙快婿    | The Great Son-In-Law            | Director                     |
| 1947 | 乘龙快婿    | Cheng long kuai xu              | Guionista                    |
| 1950 | 翠岗红旗    | Red Banner on the Emerald Ridge | Director                     |
| 1951 | 胜利重逢    | Reunion after Victory           |                              |
| 1954 | 淮上人家    |                                 | Director                     |
| 1954 | 鸡毛信      | Letter with Feather             | Guionista                    |
| 1962 | 燎原        | Fire on the Plain               | Director                     |
| 1964 | 白求恩大夫  | Doctor Bethune                  | Guionista i director         |
| 1977 | 大庆战歌    |                                 | Co-dirigida amb Sun Yongping |
| 1982 | 大泽龙蛇    |                                 | Co-dirigida amb Sun Yongping |